# 北京晨报
北京晨报是一张在北京发行的主流都市报，由北京日报和北京晚报以及北京青年报在1998年7月20日联合创办，2000年北京日报报业集团成立后成为该集团的一家报纸。该报于2018年底停刊。

## 现状
《北京晨报》是中华人民共和国成立后北京第一家都市早报，每日出版、对开大报、通常为隔页彩色印刷。拥有都市、财经、聚焦、要闻、文娱、体育、国际新闻、国内新闻、生活、早茶（副刊）等版组。
报社下设“北京晨报早上早”发行公司，专司《北京晨报》的发行业务。据其官方网站宣称拥有北京最大的专业报刊零售队伍。近些年来在《京华时报》（已停刊）、《新京报》等内容较为鲜活的日报冲击下，《北京晨报》已经基本退出了日报零售市场的竞争，现发行量中主要以订阅为主。
2018年8月，据北京邮局征订信息显示，《北京晨报》纸质版即将于2018年底停刊。《北京晨报》的一部分员工确认了这一消息。8月13日，经中共北京市委深改组会议审议通过，中共北京市委印发《新京报》、《北京晨报》和千龙网整合方案，将上述三家媒体实现整合。
2018年12月31日，《北京晨报》发布告别文。